# Timothée Pembélé
Timothée Joseph Pembélé, född 9 september 2002, är en fransk fotbollsspelare som spelar för Le Havre, på lån från Sunderland.

## Karriär
Pembélé började spela fotboll i US Persan 03 och gick som 13-åring till Paris Saint-Germain. Den 4 juli 2018 skrev Pembélé, som 15-åring, på sitt första proffskontrakt med Paris Saint-Germain.
Den 28 november 2020 debuterade Pembélé i Ligue 1 i en 2–2-match mot Bordeaux, där han spelade från start i ett mittbackspar med Presnel Kimpembe och gjorde ett självmål. Den 4 december 2020 förlängde Pembélé sitt kontrakt i klubben fram till 2024. Fem dagar senare gjorde Pembélé sin Champions League-debut i en 5–1-vinst över turkiska İstanbul Başakşehir, där han blev inbytt i den 80:e minuten mot Alessandro Florenzi. Den 23 december 2020 gjorde Pembélé sitt första mål i en 4–0-vinst över Strasbourg.
Den 10 augusti 2021 lånades Pembélé ut till Bordeaux på ett säsongslån. Fem dagar senare debuterade han och gjorde ett mål i en 2–2-match mot Marseille.
Den 1 september 2023 värvades Pembélé av Sunderland, där han skrev på ett femårskontrakt. Den 30 augusti 2024 lånades Pembélé ut till Le Havre på ett säsongslån.